# Dysmachus poecilus
Dysmachus poecilus är en tvåvingeart som beskrevs av Becker 1923. Dysmachus poecilus ingår i släktet Dysmachus och familjen rovflugor. Inga underarter finns listade i Catalogue of Life.